# Костноголовы
Костноголовы (лат. Osteocephalus ) — род бесхвостых земноводных из семейства квакш. В ареал представителей рода входят Гвиана, бассейн Амазонки, Венесуэла, Колумбия, юго-восточной Бразилия и северо-восточная Аргентина. Кожа самцов бородавчатая, а у самок гладкая.

## Классификация
На январь 2023 года в род включают 27 видов:
- Osteocephalus alboguttatus (Boulenger, 1882) — Пестробокая квакша
- Osteocephalus buckleyi (Boulenger, 1882) — Пузырчатобокии костноголов
- Osteocephalus cabrerai (Cochran & Goin, 1970)
- Osteocephalus camufatus Jungfer at al., 2016
- Osteocephalus cannatellai Ron at al., 2012
- Osteocephalus carri (Cochran & Goin, 1970)
- Osteocephalus castaneicola Moravec at al., 2009
- Osteocephalus deridens Jungfer at al., 2000
- Osteocephalus duellmani Jungfer, 2011
- Osteocephalus festae (Peracca, 1904)
- Osteocephalus fuscifacies Jungfer at al., 2000
- Osteocephalus helenae (Ruthven, 1919) — Гайанская квакша
- Osteocephalus heyeri Lynch, 2002
- Osteocephalus leoniae Jungfer & Lehr, 2001
- Osteocephalus leprieurii (Dumeril & Bibron, 1841) — Поперечно-полосатый костноголов
- Osteocephalus melanops Melo-Sampaio, Ferrão, and Moraes, 2021
- Osteocephalus mimeticus (Melin, 1941)
- Osteocephalus mutabor Jungfer & Hodl, 2002
- Osteocephalus omega Duellman, 2019
- Osteocephalus oophagus Jungfer & Schiesari, 1995
- Osteocephalus planiceps Cope, 1874
- Osteocephalus sangay Chasiluisa, Caminer, Varela-Jaramillo, and Ron, 2020
- Osteocephalus subtilis Martins & Cardoso, 1987
- Osteocephalus taurinus Steindachner, 1862 — Амазонский костноголов
- Osteocephalus verruciger (Werner, 1901) — Бородавчатый костноголов
- Osteocephalus vilarsi (Melin, 1941)
- Osteocephalus yasuni Ron & Pramuk, 1999